# Leucoagaricus wichanskyi
Leucoagaricus wichanskyi är en svampart som först beskrevs av Albert Pilát, och fick sitt nu gällande namn av Bon & Boiffard 1974. Leucoagaricus wichanskyi ingår i släktet Leucoagaricus och familjen Agaricaceae.   Inga underarter finns listade i Catalogue of Life.